# 丹野雅仁
丹野 雅仁（たんの まさと）は、日本の映画監督。兵庫県小野市出身。

## 人物
1987年単身渡豪。放浪生活の末、オーストラリア映画『RESISTANCE』（1990年）等にスタッフ兼キャストとして参加。
1992年帰国。2002年『殺し屋1』（2001年監督:三池崇史）の続編にあたる『1-イチ-』にて監督デビュー。

## 監督作品

### 映画
- カミナリ走ル夏 (2003年)
- イツカ波ノ彼方ニ (2005年)
- ラブレター 蒼恋歌 (2006年)
- パラノイア (2014年)
- メイド・イン・ヘヴン（2021年）
- あの夜、コザにいた。(2022年)(短編)
- 春の香り(2025年)

### OV
- 1-イチ- (2002年)
- 最強極道伝説 極鬼 (2011年)
- 最強極道伝説 極鬼 2 (2013年)

### TV
- ケータイ捜査官7 (2008年)

### ウェブ
- 夏は終わらない! (2007年)

## 出演作品

### 映画
- RESISTANCE (1990年、 オーストラリア)
- エンター・ザ・ボイド Enter the Void (2009年、 フランス)

## 関連作品
- ALL THAT REMAINS (2010年、スイス)(アソシエイト・プロデューサー／日本）